# Římskokatolická farnost Uherské Hradiště – Sady
Římskokatolická farnost Uherské Hradiště - Sady je územní společenství římských katolíků s farním kostelem Narození Panny Marie v děkanátu Uherské Hradiště.

## Historie farnosti
Farní kostel pochází z 18. století, má raně gotické kněžiště.

## Duchovní správci
Od července 2007 do dubna 2017 byl farářem R. D. Josef Josefík, který zemřel 29. května 2017. Od dubna do června téhož roku byl administrátorem excurrendo R. D. Mgr. Josef Říha. Od července 2017 se stal farářem R. D. Mgr. Lubomír Vaďura.

## Bohoslužby
| Kostel               | Místo | Bohoslužba (den)                                 | Hodina                                                           | Poznámka     |
| -------------------- | ----- | ------------------------------------------------ | ---------------------------------------------------------------- | ------------ |
| Narození Panny Marie | Sady  | neděle pondělí úterý středa čtvrtek pátek sobota | 7.30 6.30 17.30 (SEČ)/18.30 (SELČ) 17.30 (SEČ)/18.30 (SELČ) 6.30 | farní kostel |

## Aktivity ve farnosti
Pravidelně se konají duchovní obnovy, setkání společenství, výuka náboženství, při bohoslužbách zpívá schola.
Ve farnosti se pravidelně pořádá tříkrálová sbírka. V roce 2017 dosáhl výtěžek sbírky v Sadech 40 851 korun, ve Véskách 18 420 korun.